# Ото фон Бисмарк
 Тази статия е за германския политик от 19 век.  За неговия внук вижте Ото фон Бисмарк (1897-1975).  
Ото Едуард Леополд фон Бисмарк-Шьонхаузен (на немски: Otto Eduard Leopold von Bismarck-Schönhausen), известен и с прозвището „Железният канцлер“, е пруски и по-късно германски държавен деец.
Бисмарк, в качеството си на канцлер на Германската империя, е главен подбудител и застъпник за освобождението на България, домакин на Берлинския конгрес и спасител на мира в Европа посредством подписания през 1878 г. Берлински договор. Известен е с това, че след освобождението на България цени високо духа и непоколебимата воля на българите и ги нарича „прусаците на Балканите“.

## Биография

### Ранен живот
Ото фон Бисмарк е роден в Шьонхаузен, богато фамилно имение, разположено западно от Берлин, в пруската провинция Саксония, на 1 април 1815 г. Баща му Карл Вилхелм Фердинанд фон Бисмарк, бивш пруски офицер, се занимава с недвижима собственост. Майка му Вилхелмина Луиза Менкен е добре образована, дъщеря на виден член на правителството в Берлин. Бащата говори и пише свободно на английски, френски и руски език. Като младеж често цитира Шекспир или Байрон в писма до съпругата си.
Бисмарк получава средното си образование в училищата „Фридрих-Вилхелм“ и „Грауес Клостер“. В периода 1832 – 1833 година учи право в университета в Гьотинген, след което продължава образованието си в университета в Берлин (1833 – 35).
Докато следва в Гьотинген, Бисмарк се сприятелява с Джон Лотроп Мотли, който го описва като Ото фон Рабенмарк в романа си „Надеждата на Мортън или мемоарите на един провинциалист“ (1839). По-късно Мотли става виден историк и дипломат.
Въпреки че Бисмарк се надява да стане дипломат, той започва своята практическа подготовка като адвокат в Аахен и Потсдам, но скоро подава оставка, като за пръв път поставя кариерата си в опасност, като напуска без предупреждение заради две английски момичета – първата, Лора Ръсел, е племенница на херцога на Кливланд, а втората е Изабела Лорейн-Смит, дъщеря на богат свещеник. Не успява да се ожени за нито една от двете. Също така служи в армията в продължение на година и става офицер в Ландвера, след което се връща, за да управлява семейните имоти в Шьонхаузен след смъртта на майка си.
На около 30 години Бисмарк се сприятелява с Мари фон Таден, омъжена за негов приятел. Под нейно влияние той става лютерански пиетист, като по-късно става известно, че на смъртния одър на Мари (която почива от коремен тиф) той за пръв път от детските си години се моли. На 28 юли 1847 година Бисмарк се жени за братовчедката на Мари – Йохана фон Путкамер. От нея той има 3 деца – Херберт (р. 1849), Вилхелм (р. 1852) и Мари (р. 1847). Йохана е срамежлива, стеснителна и дълбоко религиозна жена (макар и по-късно станала известна с острия си език), поради което в обществения си живот Бискмарк често е придружаван от сестра си Малвина („Мале“) фон Арним.
Докато е сам на почивка в Биариц, през лятото на 1862 година (преди да стане министър-председател на Прусия), Бисмарк има романтична връзка с Кати Орлов, двадесет и две годишната съпруга на руски дипломат – като не е известно дали връзката им е била и сексуална. Бисмарк информира съпругата си за новото си запознанство в писмо, а през следващата година Кати се отказва от плановете си да се срещне с Бисмарк по време на почивката му, знаейки, че жена му и децата му ще го придружават. Продължават да поддържат кореспонденция до преждевременната смърт на Кати през 1874 година.

### Ранна политическа кариера (1847 – 1890)
В годината през която се жени – 1847 г., на 32-годишна възраст, Бисмарк е избран за представител на новосъздадената пруска законодателна власт. Там той придобива репутация на роялист и реакционен политик с дарба на язвителен оратор. Открито се застъпва за идеята, че монархът има божията милост да управлява. Избран е по препоръка на братята Герлах, които са също лютерански пиетисти и чиято ултраконсервативна фракция е позната като „Kreuzzeitung“ („вестникът с кръста“), заради железния кръст на корицата му.
През март 1848 г. в Прусия избухва революция (една от революциите, избухнали през 1848 година в различни европейски държави), което напълно изумява крал Фридрих Вилхелм IV. Владетелят, въпреки че първоначално е склонен да използва военна сила за потушаването на въстанието, отказва да напусне Берлин заради безопасността на военния щаб в Потсдам (Бисмарк по-късно отбелязва, че е имало „тракане на саби в ножницата“ от страна на пруските офицери, когато разбрали, че кралят не възнамерява да използва военна сила срещу въстаниците). Той предлага множество отстъпки на либералите: носи черно-червено-златните цветове на революцията (които могат да се видят на знамето на днешна Германия), обещава да обнародва конституцията, съгласява се, че Прусия и други държави трябва да се слеят в една нация и назначава либерала Лудолф Кам за министър-президент.

#### Министър-председател на Прусия
През 1861 г. Вилхелм става пруски крал под името Вилхелм I. Той веднага среща противодействието на депутатите от Ландтага по бюджетните въпроси, в резултат на което настъпва конституционна криза. За да се преодолее кризата, е решено Бисмарк да се отзове от Париж, където е посланик.
Вилхелм, знаейки позицията на Бисмарк като краен консерватор, изпитва сериозни съмнения по отношение на неговото назначение. Все пак, на аудиенция в Бабелсберг на 22 септември 1862 г., Бисмарк уверява краля, че ще му служи така вярно, както васал на своя сюзерен. На 23 септември 1862 г., кралят назначава Бисмарк за министър-председател на правителството на Прусия, като му дава големи правомощия.
Бисмарк сформира своя кабинет от консервативни министри, сред които почти няма ярки личности, с изключение на Албрехт фон Роон. Новият министър-председател обръща внимание на „дупката в Конституцията“, в която не е предписан механизъм за действие на правителството по време на конституционни кризи.
Бисмарк вярва, че обединението на Германия (която по това време е разделена на около 50 малки кралства, херцогства, княжества и т.н.) трябва да се извърши около някоя от двете големи германски държави – Австрия или Прусия. В известната си реч пред долната камара на Ландтага той заявява, че принципът на гласуване с мнозинство е бил голяма грешка през 1848 – 1849 г. И затова най-важните решения трябва да бъдат взимани въз основа на „кръв и желязо“. При това той има предвид на първо място обединението на Германия. Бисмарк е убеден, че сега е подходящото време за съперничеството на Прусия с Австрия за доминиране на германските земи.
Усещайки опасността, Австрия поема инициативата и свиква конференция на всички владетели на германските държави с цел да се разработят дългосрочни федерални реформи под председателството на Франц Йосиф и по-нататъшното провеждане на всеобщи избори за национален парламент. Последният пристига в курорта Гащайн, където по това време се намира Вилхелм, но Бисмарк все пак успява да убеди пруския крал да откаже. Събрани без Прусия и по традиция отново във Франкфурт на Майн, ръководителите на германските държави стигат до заключението, че обединена Германия е немислима без участието на Прусия. Надеждите на Австрия за хегемония над германските земи се сриват завинаги.

#### Присъединяване на Шлезвиг и Холщайн
През 1864 г. избухва война с Дания относно статута на Шлезвиг и Холщайн, които тогава се намират в южната част на Дания, но в които преобладават етнически германци. Конфликтът тлее отдавна, но през 1863 г. се изостря с нова сила под натиска на националистите и от двете страни. В началото на 1864 г. пруските войски заемат Шлезвиг-Холщайн и скоро след това тези херцогства са поделени между Прусия и Австрия. Това обаче не слага край на конфликта в отношенията между Австрия и Прусия, който тлее постоянно.

#### Присъединяването на Западна Германия
През 1866 г. става очевидно, че войната е неизбежна и двете страни започват мобилизация на военните си сили. Прусия е в тесен съюз с Италия, която притиска Австрия от югозапад и се стреми да завладее Венеция. Пруските армии доста бързо завземат голяма част от северните германски земи и са готови за кампания против самата Австрия. Австрийците търпят поражение след поражение и са принудени да приемат мирния договор, наложен от Прусия, която получава Хесен-Касел, Насау, Хановер, Шлезвиг-Холщайн и Франкфурт на Майн.

#### Създаване на Северногерманския съюз
Войната с Австрия силно изчерпва силите на канцлера и подкопава здравето му. Бисмарк си взима отпуск за известно време, но не му се удава да си почине. От началото на 1867 г. той започва упорито да работи над създаването на Конституция на Северногерманската конфедерация. След някои отстъпки на Ландтага конституцията е приета, и се появява Северногерманския съюз. Две седмици след това Бисмарк става канцлер. Подобно усилване на Прусия силно обезпокоява правителствата на Франция и Русия. И ако отношенията с Александър II остават все пак достатъчно добри, то французите са настроени доста негативно към германците. Страстите са подгряни от испанската криза за наследяването на трона. Един от претендентите е Леополд, от бранденбургската династия на Хоенцолерните, и Франция не може да допусне германец на важния испански престол. В двете страни започват да назряват патриотични настроения. Освен това южногерманските земи се намират под силното влияние на Франция, което възпрепятства толкова желаното пълно обединение на Германия. Войната не закъснява.

#### Провъзгласяването на Германската империя
Френско-пруската война е разгром за французите, като особено съкрушително е поражението при Седан. Император Наполеон III е взет в плен, а в Париж избухва поредната революция. Към Прусия са присъединени Елзас-Лотарингия, кралствата Саксония, Бавария и Вюртемберг, а на 18 януари 1871 г. Бисмарк провъзгласява създаването на Втория райх. Вилхелм I приема титлата император (кайзер) на Германия. Самият Бисмарк, на вълната на всеобщата популярност, получава титлата княз и нов имот в Аумюле.

#### Борба с католическата опозиция
Обединението на Германия довежда до това, че в една държава се оказват заедно общности, някога ожесточено водили борби помежду си.
Един от най-важните проблеми на дневен ред пред новосъздадената империя става въпросът за взаимодействието между държавата и католическата църква. На тази основа започва „Kulturkampf“ – борбата на Бисмарк за културна унификация на Германия.
Прусия, играеща водеща роля, определено е протестантска държава. По принцип централното правителство е настроено към поддръжка на Ватикана, като консервативната сила в Европа. Но значителният брой католици постоянно създава проблеми. Те имат значително влияние в по-малките, присъединили се към Прусия, кралства и княжества. Католиците от полските области и Елзас-Лотарингия като цяло са настроени към държавата отрицателно. Освен това и при католиците няма единство. Категорията „стари католици“ не признава решенията на Ватиканския събор от 1869 – 1870 г. за непогрешимостта на папата и по този начин внася разкол в католическия лагер.
През 1871 г., Райхстагът внася в конституцията „Катедралния параграф“, забраняващ всякаква политическа пропаганда от църковния амвон, и който остава в сила до 1953 г. Затова „Културкампф“ се води по периферията на държавата, в бившите малки кралства и княжества.
Учебният закон от 1873 г. поставя всички религиозни учебни заведения под контрола на държавата, става задължителна регистрацията на браковете в държавни учреждения, спряно е финансирането на църквата, назначаването на църковни длъжности е необходимо да се съгласува с държавата, орденът на йезуитите е разпуснат. В отговор на указанията на Ватикана да се саботира тези мерки, редица религиозни дейци са арестувани или изгонени от страната.
Сред депутатите в Райхстага се сформира мощна опозиционна коалиция, чието ядро става неотдавна създадената католическа Центристка партия, обединила се с партии, представляващи националните малцинства. За да противостои на клерикализма на католиците, Бисмарк тръгва на сближаване с партията на национал-либералите, които имат най-голям дял в Райхстага.
Един от основателите на тази партия е Едуард Ласкер (1829 – 1884 г.), привърженик на буржоазната идеология и борец за предоставяне на еврейското население на пълни икономически права. Влизайки в парламента, Бисмарк настоява, че за осигуряването на конституционно мнозинство е необходимо да се търси поддръжка даже от тези партии, с които няма вътрешно единство на възгледите.
Бисмарк търси съюз с либералите с цел да си осигури от тяхна страна поддръжка за курса си, съгласявайки се с предложените изменения в гражданското и углавното законодателство и осигуряването на свобода на словото – нещо, което невинаги съответства на желанията му. Все пак това довежда до засилване на влиянието на центристите и консерваторите, които започват да гледат на настъплението против църквата като проява на безбожен либерализъм. В резултат на това през 1875 г. самият Бисмарк започва да мисли за кампанията си като за сериозна грешка.

#### Укрепване на мира в Европа
След обединението на Германия той е райхсканцлер от 1871 до 1890 г. Огромният му авторитет като обединител на държавата и деловите му качества го правят доминираща фигура на германската дипломация. Съзнавайки, че Европа ще се съпротивлява на по-нататъшното ѝ разширение, той обявява империята за „наситена“, тоест вече сформирана, и потвърждава това в своя реч в Райхстага през март 1871 г. Във външната си политика Бисмарк се стреми да подсигури Германия срещу война и да изолира Франция чрез сложна система от международни съюзи. Една от първите стъпки в тази посока е сключването на Съюза на тримата императори между Австро-Унгарската, Руската и Германската империи през 1873 г. Това съглашение осигурява на първо място мир между трите държави, а освен това те трябва да съгласуват и обединяват действията си в политиката на Балканите. За Германия е важно Русия да се въздържа от съюз с Франция, тъй като това намалява риска от война на два фронта. През 1879 г. Германия подписва военен договор и с Австро-Унгария. Съюзът на тримата императори фактически се разпада през 1887 г., но Русия и Германия сключват таен договор за презастраховане, по силата на който запазват неутралитет помежду си в случай на война с трета страна.
Един от инициаторите на Берлинския конгрес, подписва Берлинския договор през 1878 г. Въпреки че в Руско-турската война подкрепя Русия, отношението му към балканските народи е негативно. В един разговор той споделя: „Нека тези крадци на овце разберат, че европейските правителства не се интересуват от борбите им.“
По време на управлението си Бисмарк, за разлика от ръководителите на повечето Велики сили през 19 век, не се стреми към завоюването на нови колонии, а към разширяване на немското влияние в Европа. По-късно заради тези си възгледи е отстранен от канцлерския пост.
Заради безспорните му държавнически умения и най-вече заради решаващия му принос за обединението на Германия, за времето си Бисмарк е най-авторитетната личност в немската политика. Още приживе (и особено след смъртта му) Бисмарк се превръща в символ на новата немска държавност, далеч надминаваща по значение съвременниците. Въпреки това последните години от управлението и живота му са белязани от конфликт с новия император Вилхелм II. Стилът му на управление, възгледите му за външната и вътрешната политика в края на 1880-те години се възприемат от съвременниците му като остарели. Теодор Фонтане отбелязва по този повод: „Цяло щастие е, че се отървахме от него“.
Бисмарк се смята за един от създателите на съвременната германска държава.

#### Заплахата отляво
Освен външните опасности през годините все по-силни стават и вътрешните опасности от социалистическото движение в индустриалните райони. За борба с него, Бисмарк се опитва да прокара ново, по-репресивно законодателство. Бисмарк все по-често говори за „червената заплаха“, особено след покушението над императора.
Събитията от 1874 г. в историята на Германия се разглеждат от някои като „Второто раждане на Втория райх“. През тази година, над Бисмарк е извършено покушение в Бад-Кисинген. След инцидента, Бисмарк се опитва да прокара през Райхстага постановление, даващо право на контрол над всички клубове и асоциации, но то е отхвърлено от центристите и либералните прогресисти. Ласкер, опонентът на Бисмарк, се опитва да прокара свой проект, но и той е отклонен. След всичко това, Бисмарк публично се обръща към общественото мнение, рисувайки мрачна картина на намеренията на либералите и социалистите да разрушат държавата, и този път получава поддръжка в Райхстага. На изборите през 1877 г., Ласкер и либералите му губят мнозинството в парламента, което за дълъг период минава вдясно.
На 11 май 1878 г. отново има опит за нападение над императора по време на разходката му по „Унтер ден Линден“. Без да има някакви сериозни доказателства, Бисмарк го обявява за дело на членове на Социалдемократическата партия (SPD), създадена от марксисти, ласалианци и други идеалисти на учредителна конференция в Готе през 1875 г. На това основание, той поисква приемането на закон против социалистите. Но член на Национал-либералната партия на Бенигсен в Бундесрата, от името на дяснолибералната фракции заявява, че предложението на Бисмарк е „обявяване на война на Райхстага“, и предложението не минава.
През юни 1878 г. отново е извършен опит за покушение над императора. Бисмарк се опитва да използва това като повод за разпускането на депутатите, приемане на закони против социалистите и получаване на парламентарно мнозинство за провеждане на своите данъчни реформи. Депутация от Баден обаче се изказва против разпускането на парламента. Тогава Бисмарк заявява, че не се нуждае от „единодушна поддръжка“ и започва да заплашва с подаване на оставка. Бундесратът отстъпва, и изборите на 30 юли 1878 г. довеждат до това, че голямо мнозинство в германския парламент получават консерваторите и центристите за сметка на либералите и социалистите, които, впрочем, получават два мандата повече, отколкото преди. Това позволява на Бисмарк да прокара през Райхстага законопроект (Извънреден закон против социалистите), насочен против социалистите. Социалдемократическата партия е забранена, както и митингите ѝ, социалистите са лишени от лицензия за публикациите си. Но депутатите от партията както преди могат да се избират в Райхстаг и безпрепятствено да произнасят тирадите си против държавната система, а конгресите им започват да се провеждат в Швейцария, откъдето се изпращат и публикации в Германия.
Друго последствие от новото разпределение на силите в Райхстага е възможността за провеждане на протекционистки икономически реформи, целящи да се преодолее икономическата криза, започнала през 1873 г. С тези реформи на канцлера се удава силно да разстрои партията на национал-либералите и да привлече на своя страна центристите – нещо, което е било немислимо преди няколко години. По такъв начин, през 1878 г. става ясно, че периодът на провежданата от Бисмарк политика на културна борба („Културкампф“) е останал назад. В допълнение, по това време водеща роля в Райхстага заемат лобистки групировки, представляващи интересите на производители на зърно и стомана.
Опасявайки се от сближение на Франция и Русия, през 1881 г. Бисмарк възобновява Съюза на тримата императори, но отношенията между Германия и Русия продължават да остават обтегнати, което предизвиква засилване на контактите между Санкт-Петербург и Париж. Страхувайки се от нападение на Русия и Франция против Германия, в противовес на френско-руския съюз, през 1882 г. е подписан договор за създаването на Тройния съюз между Германия, Австрия и Италия.
Изборите през 1881 г. фактически са за Бисмарк поражение: консервативните партии и либералите на Бисмарк отстъпват на Центристката партия, прогресивните либерали и социалистите. Ситуацията става още по-сериозна, когато опозиционните партии се обединяват за да орежат разходите за поддръжка на армията. За пореден път възниква опасност Бисмарк да не удържи канцлерското кресло. Постоянната работа и вълненията подкопават здравето на Бисмарк – той надебелява и започва да страда от безсъние. Доктор Швенигер помага на канцлера, като му предписва диета и му забранява да консумира силни вина. В резултат на намесата на доктора, работоспособността на Бисмарк бързо се завръща и той се заема за работа с нова сила.
По това време, Германия изостава от Англия и Франция по отношение на регулирането на взаимоотношенията между работодатели и работници. Бисмарк замисля свои пенсионни реформи, като средство за превръщане на работническата класа в класа от лоялни към държавата и консервативно настроени, тоест придържащи се към положението си, рентиери. По мнението на Бисмарк, такъв държавен капитализъм би бил по-добро лекарство от социалдемокрацията. Той започва с внасянето в Райхстага на проект за осигуряване на здравето на работещите (1883 г.), който предполага изплащане на средства за болест, започвайки от третия ѝ ден и за срок максимум от 13 седмици. След тригодишни дебати, през 1884 г. е въведено осигуряване при нещастен случай. Компенсацията съставлява 2/3 от средната заплата и започва от 14-а седмица; отговорността за изплащането на тази компенсация се възлага на асоциацията на предприемачите, основана на кооперативни начала (Berufgenossenschaften). И накрая, през 1889 г., Райхстага приема закон за пенсионното осигуряване във връзка с навършване на определена възраст или загуба на работоспособност. Все пак сумите, изплащани въз основа на този закон, дълго време остават крайно малки – през 1914 г. са средно 152 марки на година, като в същото време средната годишна заплата се равнява на 1083 марки.
Тези мерки, по различни причини, не устройват нито работниците, нито работодателите. Освен това те по принцип не могат да спрат ръста на социалдемократическото движение, доколкото целта на социалдемокрацията е развитието на социален контрол, а не получаването на компенсация. Все пак следва да се отбележи, че разработените от Бисмарк мерки по трудовото осигуряване значително превъзхождат приетите в други промишлено-развити страни, и стават база за последващи социални реформи.

#### Колониална политика
През 1881 г. Бисмарк заявява, че „дотогава, докато той е канцлер, Германия няма да има никаква колониална политика“. Все пак, независимо от желанията му, в периода 1884 – 1885 г. са създадени германски колонии в Югозападна и Източна Африка, в Того и Камерун, Нова Гвинея, на архипелага Бисмарк, Соломоновите и Маршаловите острови. Колониализмът сближава Германия с вечния ѝ съперник Франция, но създава напрежение в отношенията с Англия.
По времето на Бисмарк, към колониите отива едва 0,1% от износа – горе-долу колкото е и вноса от колониите в Германия. Бисмарк счита, че поддържането на колонии е доста скъпо, както в икономически план, така и в политически, доколкото те винаги са източник на неочаквани и тежки усложнения. Колониите, според него, отвличат ресурси и сили от решаването на настоящите вътрешни проблеми.
В определени моменти, Бисмарк демонстрира привързаност към колониалните въпроси, но това е политически ход – например, по времето на предизборната кампания през 1884 г., когато е обвиняван в липса на патриотизъм. Канцлерът е наясно, че ключов проблем за безопасността на страната са нормалните отношения с Англия. През 1890 г., той разменя с Англия Занзибар за остров Хелголанд, станал по-късно форпост на германския флот в световния океан.

### Последни години
През март 1887 г. Бисмарк успява да сформира устойчиво консервативно мнозинство в Райхстага, което получава прозвището „Картела“. На вълната на шовинистичната истерия и заплахата от война с Франция, избирателите решават да се сплотят около канцлера. Това му дава възможност да прокара през Райхстага закон за седемгодишен срок на военната служба.
В началото на 1888 г. умира император Вилхелм I. Неговото място е заето от болния от рак на гърлото Фридрих III, който по това време е в ужасно физическо и душевно състояние. След няколко месеца Фридрих също умира.
На 15 юни 1888 г. тронът на империята е зает от младия Вилхелм II. През 1890 г. неразумният млад император уволнява Бисмарк, отказвайки да управлява „под сянката на една толкова изпъкваща фигура“. 75-годишният Бисмарк получава почетната титла херцог и званието генерал-полковник от кавалерията. Въпреки това той не се оттегля напълно от политиката. Избран е за депутат от Райхстага, цяла Германия отпразнува 80-годишнината му, а също така взема участие в коронацията на руския цар Николай II.
През 1898 г. здравето на бившия канцлер рязко се влошава и на 30 юли Бисмарк умира в имението си във Фридрихсру край Аумюле на 84-годишна възраст. На надгробния му паметник във Фридрихсруе е издълбан надпис, съчинен от него самия: „Княз Ото фон Бисмарк, верен немски слуга на император Вилхелм I“.

## Историография и наследство
Бисмарк оставя в наследство единната Германска империя, която се готви за скок към световно господство. Това намерение не е предвидено от канцлера, който до края на живота си смята, че войната през 1871 г. би трябвало да бъде последната война за германците. Другото виждане в насоките на германската история води до равносметката, че това, което той е спечелил през XIX век, е загубено през XX. Неговият израз, че германците се страхуват само от Бога и от никого другиго на света, би трябвало да се продължи, че германците трябва да бъдат предпазливи и в изблиците на своя безконтролен експанзионизъм. В този смисъл можем да твърдим, че той остави много на обединена Германия – териториално и институционно единство, общо чувство за съпричастност, законодателно творчество, социален мир, национална чест, договорни гаранции за сигурността на държавата. Но не успя да насади най-важното от своето политическо наследство —поетапност, предпазливост, разбиране на факторите и балансите в световната политика, разум и реалност. Той не успя да утвърди традиция в психологията на германского политическо мислене, което струваше толкова много на самите германци. Не може да има справедлива цел, която да бъде реализирана с бруталности и агресии. Дали можем тогава да характеризираме стойностите на неговото място в европейската история с парадокса, че той беше велик във времето си, но провалил се в перспектива политик и държавник? Но перспективата бе кратка като време, макар и убийствена като прояви. Защото утешителна реабилитация на тази несправедлива присъда наблюдаваме в днешното влияние на истински нова Германия. Тя намери сили сама да отхвърли пороците от мъчителното минало, защото вече бе разбрала неговите закъснели, но всевечни съвети, предупреждения и послания. Граф Ото фон Бисмарк вгради най-дефицитната добродетел в германския национален манталитет – чувство за равновесие и разбиране на другите. Днес този негов принцип, възобновен и приложен на практика, генерира значимостта на Германия и нейния възвърнат морален престиж. Като пенсионер веднъж Бисмарк се разхождал по кейовете на Хамбургското пристанище. Разглеждайки огромните презокеански кораби, той промълвил: „Да, това е един друг свят!“... Но това е вярно само в технологията. Светът на Бисмарк си остава същият в историята на Германия и в историята на Европа.

## Памет
- В негова чест са наречени кораб от германския Императорски флот (Kaiserliche Marine), както и линейния кораб „Бисмарк“, спуснат на вода в началото на Втората световна война. Неговото име също носят или са носели:
- Архипелаг Бисмарк – група острови близо до бившата германска колония Нова Гвинея
- Бисмарк – град в щата Илинойс
- Бисмарк – град, административен център на щата Северна Дакота
- Бисмарк – град в щата Мисури
- Море Бискмарк
- Бисмаркбург – днешния град Касанга в Танзания, носил това име по време на колонията Германска Източна Африка

- Паметник на Бисмарк в Хамбург[13]
- Паметник на Бисмарк в Хамбург
- Паметник на Бисмарк в Нюрнберг
- Паметник на Бисмарк в Нордене
- Паметник на Бисмарк в Кьонигсберг (1901 г.), реставриран в 1947 г.